# Nestinarstwo

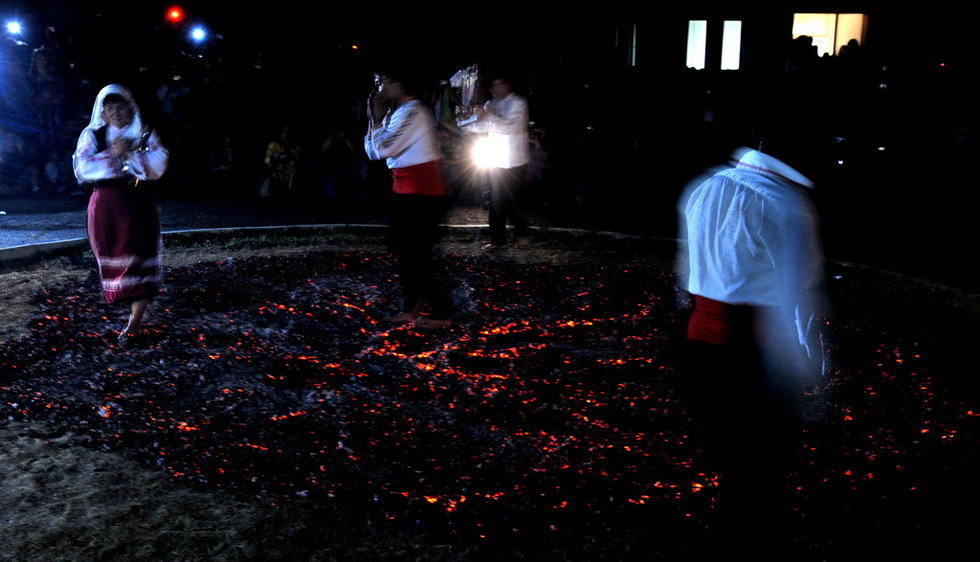
Nestinari w Byłgari.

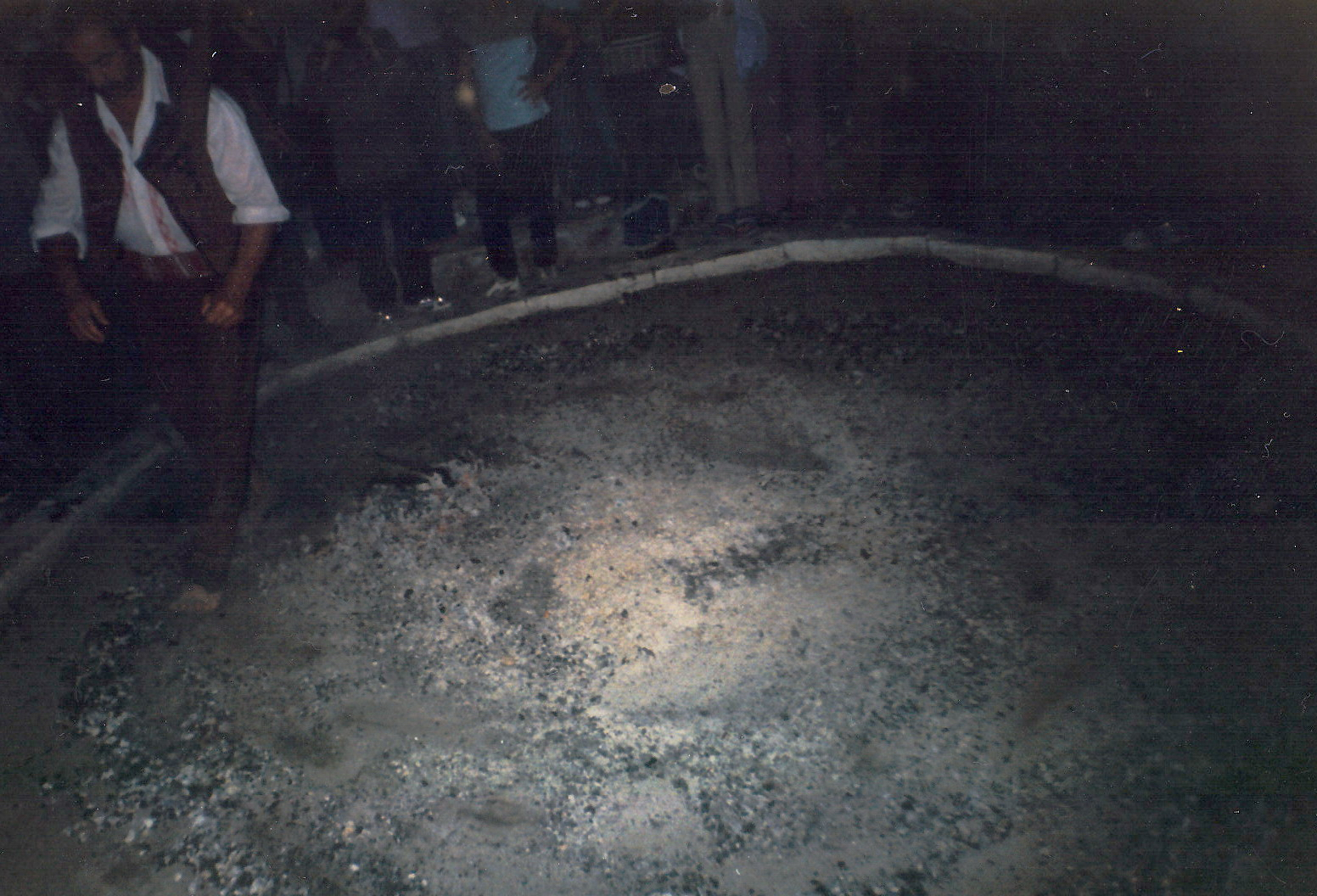
Taniec na rozżarzonych węglach.

Nestinarstwo (bul. нестинарство, gr. αναστενάρια, anastenária) – taniec na rozżarzonych węglach, doroczny rytuał wiosenno-letni praktykowany w dniu świętych Konstantyna i Heleny (21 maja według kalendarza juliańskiego, 3 czerwca według kalendarza gregoriańskiego) w wioskach gór Strandży, w południowo-wschodniej Bułgarii – m.in. w Byłgari. Rytuał ten ma zapewnić udane zbiory i dobrobyt dla całej wsi.
W 2009 roku nestinarstwo zostało wpisane na listę niematerialnego dziedzictwa UNESCO.

## Historia
Obchody dnia świętych Konstantyna i Heleny (21 maja według kalendarza juliańskiego, 3 czerwca według kalendarza gregoriańskiego) związane są z zabiegami o ochronę przed gradobiciem – święci ci mieli wytrząsać grad z rękawów lub worków. Punktem kulminacyjnym obchodów jest taniec na rozżarzonych węglach. Tradycja tańca, rozpowszechnionego kiedyś w całej wschodniej Tracji, przetrwała w kilku wioskach Strandży. 
Każda wioska praktykująca nestinarstwo miała osobny budynek z paleniskiem (stolnina), gdzie przechowywano święty bęben, używany wyłącznie podczas obrzędu nestinarstwa. W wiosce były również dwie studnie – jedna poświęcona świętemu Konstantynowi i druga poświęcona świętej Helenie. Studnia świętej Heleny była zamknięta przez cały rok i otwierana dwa razy – tuż przed obchodami by ją wyczyścić i na same obchody.  

## Opis
Przygotowania do obchodów obejmują czyszczenie studni, zebranie pieniędzy na zakup najczęściej barana (Kurban) przygotowywanego na ucztę dla całej wsi oraz przygotowanie wielkiego stosu drewna pod ognisko na centralnym placu wsi. W dniu obchodów przenosi się rankiem ikony świętego Konstantyna i Heleny z cerkwi do stolniny, gdzie zostają one bogato udekorowane. Następnie wyprowadza się ikony i święty bęben, którego dźwięki mieszają się z dźwiękami gajdy w pochodzie do studni świętego Konstantyna (nestinerasko horo). Studnia zostaje uroczyście otwarta i każdy z uczestników nabiera wody, następnie rozpoczyna się rytualna uczta, której przewodzi albo ksiądz albo główny tancerz. Biesiada trwa do późnego wieczora, aż zostanie zapalone ognisko i powstanie żar. Uczestnicy, przy dźwięku świętego bębna, formują okrąg wokół dopalającego się ogniska, a tancerze – mężczyźni (nestinari) i kobiety (nestinarki) – rozpoczynają taniec na rozżarzonych węglach, wpadając często w trans. Wierzy się, że żar parzy jedynie grzeszników. W dniu następnym prowadzona jest procesja, głównie kobiet, do studni świętej Heleny, która zostaje uroczyście otwarta i z której uczestnicy czerpią wodę. 
Nestinarstwo praktykowane jest również z okazji innych świąt – w dniu św. Jana (24 czerwca), dniu św. Małgorzaty (17 lipca), dniu Eliasza (20 lipca) czy w dniu św. Pantaleona (27 lipca).